# Le Fauteuil d'argent
Le Fauteuil d'argent (en anglais : The Silver Chair) est un roman fantastique pour la jeunesse écrit par Clive Staples Lewis, publié en 1953. C'est le quatrième tome de la série Le Monde de Narnia, qui en compte sept. Dans l'ordre de lecture, c'est le sixième. Il voit apparaître une nouvelle protagoniste, Jill.

## Résumé

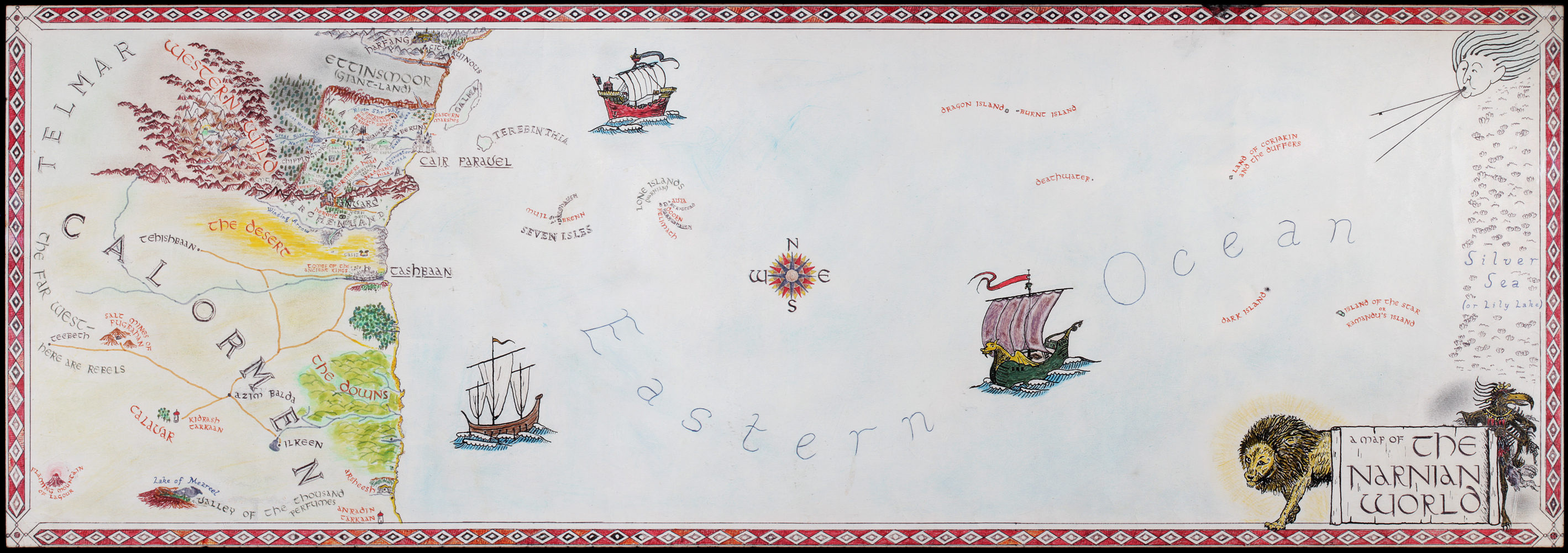
Carte du monde de Narnia décrite dans The Chronicles of Narnia de C.S. Lewis

Eustache — le cousin de Peter, Susan, Edmund et Lucy Pevensie — s'est métamorphosé depuis L'Odyssée du Passeur d'Aurore. Il est maintenant l'élève d'une école expérimentale mixte, où on laisse aux enfants une liberté telle que les plus forts martyrisent impunément les plus faibles — dont lui-même et son amie Jill Pole. Après un détour par le pays du Lion Aslan, tous deux se trouvent transportés à Narnia. Leur mission consiste à retrouver Rilian, un jeune prince appelé à succéder à Caspian maintenant âgé, qui a disparu peu après la mort de sa mère, dix ans auparavant.
Les deux enfants s'en vont vers le nord accompagné d'un touille-marais. Ils rencontrent une belle dame à la robe verte accompagné d'un chevalier qui les envoie vers les Géants pour qu'ils y soient dévorés. Comprenant tardivement la menace qui pèse sur eux, ils parviennent à s'échapper et à rejoindre le monde souterrain qui vit sous la domination de la dame à la robe verte qui est sorcière.
Celle-ci absente, ils rencontrent le prince du royaume souterrain qui les reçoit avec joie et leur raconte ses projets d'invasion du monde extérieur mais aussi qu'il est atteint d'une étrange maladie qui le rend fou  chaque soir pendant un temps. Il leur demande de lui tenir compagnie en attendant qu'il sombre et de ne surtout pas le libérer pendant sa folie. Changeant totalement de personnalité, ils les supplie de le délivrer en leur disant avoir été enlevé par une méchante sorcière. C'est quand il invoque le nom du Lion qu'ils le reconnaissent comme le fils de Caspian et le libère.
La sorcière, sans s'émouvoir, les laisse parler en jouant de la musique  mais le petit groupe perd la notion de réalité et acquiesce quand elle leur dit qu'il n'y a pas de monde à la surface et que leur discours est un discours d'enfant. Surmontant le sort, le touille-marais piétine le feu en affirmant sa foi en Aslan ce qui les libère tous de l'hypnose.
Furieuse, la sorcière se transforme en serpent que Rilian tue avec son épée.
Les habitants du monde souterrain soulagés d'être délivrés de leur sort leur propose de découvrir leur magnifique royaume mais un risque d'effondrement pousse le groupe à choisir de retourner à la surface au plus tôt.
Passant par le passage par lequel la sorcière se préparait à envahir la surface, ils arrivent à Narnia et Rilian retrouve son père à temps avant qu'il ne meurt dans ses bras.
Eustache, Jill et un Caspian rajeuni se retrouvent dans le pays d'Aslan. Caspian est autorisé à se rendre pour un court moment dans notre monde où les trois enfants frappent du plat de leurs épées les voyous de l'école qui s'enfuient effrayés. Pendant que Caspian retourne au pays d'Aslan, Eustache et Jill retrouve leur vie dans une école apaisée après une enquête.

## Influences
Le prince Rilian est prisonnier d'une Sorcière, dans le Monde Souterrain, victime d'un sortilège qui lui fait oublier sa vie d'avant. Une fois libéré de ce sort, alors qu'il tente de s'enfuir avec Jill, Eustache et le Touille-Marais, la Sorcière cherche à leur faire croire que Narnia n'est que le produit d'un rêve, la réalité se trouvant dans le Monde Souterrain. Ce passage fait allusion à l'allégorie de la caverne de Platon.

## Liste des chapitres
1. Derrière le gymnase
2. Jill se voit confier une mission
3. L'embarquement du roi
4. Le Grand Conseil des hiboux
5. Puddlegum
6. Les terres sauvages et désolées du Nord
7. La colline aux étranges tranchées
8. Le manoir de Harfang
9. Comment ils découvrirent quelque chose qu'ils avaient intérêt à savoir
10. Aventures loin du soleil
11. Dans le château d'obscurité
12. La reine du Monde-Souterrain
13. Le Monde-Souterrain sans la reine
14. Le tréfonds du monde
15. La disparition de Jill
16. La guérison des maux

## Éditions françaises
- 1984 : Le Fauteuil d'argent ; Traduit par Hélène Seyrès, illustré par Pauline Baynes, collection : Bibliothèque du chat perché, Paris : Flammarion, 280 p.[2] (1re édition)  (ISBN 2-08-091764-1)
- 2008 : Le Fauteuil d'argent ; Traduit par Philippe Morgaut, illustré par Pauline Baynes, Collection : Folio junior no 1211 ; Gallimard-Jeunesse, 257 p.[3]  (ISBN 978-2-07-061905-4)

## Adaptation cinématographique
Présenté comme un peu plus sombre que les précédentes adaptations des romans de C.S. Lewis, le long métrage sera tourné en Nouvelle-Zélande au cours de l'hiver 2018, avec une pré-production débutant l'été prochain, toujours selon le metteur en scène. Il n'est cependant pas question d'entretenir de quelconques liens avec les trois premiers volets, mais bien de relancer totalement la franchise, désormais propriété de TriStar Pictures.
Le script est signé David Magee (nommé aux Oscars pour Life of Pi et Finding Neverland) et la sortie ne devrait pas intervenir avant 2019.